# Old Orchard (Pennsylvanie)
Old Orchard est une census-designated place située dans le comté de Northampton, dans l’État de Pennsylvanie, aux États-Unis. Lors du recensement de 2020, elle compte 2 406 habitants.